# John Harris (Fußballspieler, 1917)
John Harris (* 30. Juni 1917 in Glasgow; † 24. Juli 1988 in Sheffield) war ein schottischer Fußballspieler und -trainer. Bekannt war er vor allem als Kapitän der Meistermannschaft des FC Chelsea aus der Saison 1954/55 und später als langjähriger Erstligatrainer von Sheffield United.

## Sportlicher Werdegang

### Karriere als aktiver Spieler
John Harris wurde 1917 in Glasgow als Sohn von Neil Harris, der 1924 mit Newcastle United den FA Cup gewinnen sollte, geboren. Der Filius trat in die Fußstapfen seines Vaters und nach ersten Schritten als Amateur bei Swindon Town nahm ihn sein Vater im August 1934 in den Kader von Swansea Town auf, nach dieser dort die Rolle des Cheftrainers übernommen hatte. Im April 1935 debütierte John Harris in einem englischen Zweitligaspiel gegen Bradford Park Avenue und in der Anfangszeit seiner Laufbahn agierte er auf der Position des Halbstürmers. Im Jahr 1939 wechselte Harris dann zweimal den Verein und nach einer Zwischenstation bei Tottenham Hotspur ab Februar ging es im Mai weiter zum Erstligisten Wolverhampton Wanderers. Bei den „Wolves“ kam er jedoch nur zu wenigen Pflichtspielen und während der kriegsbedingten Unterbrechung des offiziellen Spielbetriebs verbrachte Harris die meiste Zeit als Leihspieler beim FC Southampton und später FC Chelsea, wobei er in dieser Zeit zum Mittelläufer umschulte.
Kurz nach dem Ende der Kampfhandlungen des Zweiten Weltkriegs unterzeichnete Harris einen Festvertrag in Chelsea und in der Folgezeit entwickelte er sich zu einer Führungsfigur bei den „Blues“. Als zweikampfstarker und technisch versierter zentraler Defensivspieler war er in den folgenden elf Jahren Stammspieler bei Chelsea und Kapitän der Mannschaft, bevor später Roy Bentley die „Binde“ übernahm. Insgesamt absolvierte er für den Verein 364 Pflichtspiele, davon 326 in der ersten Liga. In der Meistersaison 1954/55 steuerte er als Mannschaftsführer 31 Ligaeinsätze bei. Gut ein Jahr später verließ Mitte 1956 der inzwischen 39-Jährige Chelsea, um Spielertrainer beim FC Chester zu werden. Nur kurz darauf beendete er die aktive Karriere, um sich fortan vollständig auf die Trainertätigkeiten zu fokussieren.

### Trainerlaufbahn
Chester spielte unter seiner Regie zunächst in der Norddivision der dritten Liga und nach Einführung der Fourth Division 1958 in der Viertklassigkeit. Ab Dezember 1958 mehrten sich die Gerüchte, dass ihn der Zweitligist Sheffield United verpflichten wollte. Nach dem Rücktritt von Joe Mercer war dort der Trainerposten vakant geworden und im März 1959 wurde schließlich Vollzug gemeldet – etwas überraschend, denn die Experten hatten inzwischen mit dem Interimstrainer Archie Clark gerechnet. Harris überwand die anfänglichen Vorbehalte gegen seine Person jedoch schnell. Der sportliche Erfolg ließ nicht lange auf sich warten und bereits in seiner ersten „vollständigen“ Spielzeit 1960/61 führte er die „Blades“ über die Zweitligavizemeisterschaft zum Aufstieg in die höchste englische Spielklasse. Dazu gesellte sich ein Achtungserfolg im FA Cup, als sich seine Mannen im Halbfinale erst im zweiten Wiederholungsspiel geschlagen geben mussten. In der folgenden Saison 1961/62 setzte sich der sportliche Aufwärtstrend fort und Harris erreichte mit dem fünften Rang in der First Division die höchste Platzierung in seiner Trainerkarriere. Da der Klub finanziell jedoch seine Grenzen erreicht hatte, war Harris zu einer klugen Transferpolitik verpflichtet. So musste er häufig wichtige Spieler verkaufen, wobei speziell im September 1967 der Verlust des Torjägers Mick Jones in Richtung Leeds United schmerzte. Harris galt als ruhiger und asketisch lebender Zeitgenosse, der mit ruhiger Hand als „Gentleman“ auftrat und mit Vorliebe junge Spieler und Talente aus der Region förderte. Dazu zählten Len Badger, Alan Woodward, Frank Barlow, Geoff Salmons, John Flynn und Alan Birchenall sowie ab Anfang 1968 noch Tony Currie. Der stetige Aderlass forderte jedoch seinen Tribut und nach dem Abstieg in der Saison 1967/68 machte er Platz auf dem Trainerstuhl für Arthur Rowley, um selbst fortan dem Klub als Generaldirektor zu dienen.
Nach nur einem Jahr verließ Rowley den Klub wieder und so trat Harris zur Spielzeit 1969/70 zu seiner zweiten Traineramtszeit an. Er wiederholte zehn Jahre nach seinem ersten Aufstieg mit Sheffield die Rückkehr in die erste Liga, indem er 1971 erneut die Zweitligavizemeisterschaft gewann. In der First Division begann Harris’ Team spektakulär mit acht Siegen aus den ersten zehn Spielen, bevor es nach einer enttäuschenden zweiten Hälfte der Saison 1971/72 auf den neunten Rang abrutschte. Anderthalb Jahre später zog sich Harris wieder aus dem Trainergeschäft zurück und wurde nach Weihnachten 1973 Geschäftsführer bei Sheffield United – ihm folgte Ken Furphy nach. Sein Engagement für den Klub dauerte bis August 1977 an. Danach heuerte er beim Lokalrivalen Sheffield Wednesday an und arbeitete unter den Cheftrainern Len Ashurst, Jack Charlton und Howard Wilkinson als Chefscout.
Am 24. Juli 1988 starb „Gentleman John“, wie er in Fußballerkreisen genannten wurde, nach längerer Krankheit.

## Titel/Auszeichnungen
- Englische Meisterschaft (1): 1955